# Закон про підтримку суверенітету, доброчесности, демократії й економічної стабільности України 2014 року
Закон про підтримку суверенітету, доброчесности, демократії й економічної стабільности України 2014 року (англ. The Support for the Sovereignty, Integrity, Democracy, and Economic Stability of Ukraine Act of 2014) — американський акт Конгресу, який надає Україні гарантії позик на суму до 1 мільярда доларів у відповідь на російське військове втручання в країну в 2014 році.
Цей акт став законом під час 113-го Конгресу США. Приблизно в той же час Конгрес розглянув декілька інших законопроєктів, які надаватимуть допомогу Україні, зокрема S. 2124, законопроєкт Сенату з такою ж назвою та Закон про підтримку України.

## Передумови
Українська революція 2014 року розпочалася з громадянських заворушень у Києві, Україна, як частина поточного в Україні руху протесту Євромайдану проти уряду. Конфлікт швидко загострився, що призвело до падіння уряду президента Віктора Януковича та створення нового уряду на його зміну протягом кількох днів. Янукович втік до Росії, його розшукують в Україні за вбивство демонстрантів. Конфлікт продовжився після кримської кризи 2014 року, коли російські війська захопили контроль над Кримом.
Кримська криза 2014 року почалася наприкінці лютого 2014 року після Української революції, коли — після місяців протестів Євромайдану та днів насильницьких зіткнень між протестувальниками та поліцією в столиці України Києві — Президент України Віктор Янукович втік із столиці 21 лютого. Згодом Верховна Рада (парламент України) одноголосно проголосувала за імпічмент Януковича. Далі відбулося тимчасове призначення уряду Яценюка, а також призначення нового виконуючого обов'язки президента України Олександра Турчинова. Однак президент Росії Володимир Путін заявив, що президенту Януковичу було притягнуто незаконне імпічмент і що Росія продовжує вважати його законним президентом України. Росія називає уряд Яценика «самопроголошеним», а події в Києві — «державним переворотом». Прихильники Януковича зазначають, що депутатів було недостатньо для того, щоб голосування набрало три чверті голосів, необхідних для імпічменту Президента відповідно до Конституції України.
Починаючи з 26 лютого, російські війська поступово взяли під контроль Кримський півострів. Росія стверджувала, що це були місцеві сили самооборони, але в західних ЗМІ зазвичай стверджують, що вони є російськими військовими без знаків розрізнення.
28 лютого була оприлюднена заява президента Барака Обами, в якій застерігається Росія не втручатися в Крим. У заяві йдеться, що президент Обама «глибоко стурбований повідомленнями про військові переміщення Російської Федерації всередині України». У ньому додали, що «будь-яке порушення суверенітету та територіальної цілісности України буде глибоко дестабілізуючим, що не відповідає інтересам України, Росії чи Європи», і що це буде «явним порушенням зобов'язань Росії поважати незалежність та суверенітет та кордонів України та міжнародного права».
1 березня Обама провів телефонну розмову з Путіним і сказав, що російське вторгнення було «порушенням українського суверенітету та територіальної цілісности… [і] порушенням міжнародного права». Він попередив про «більшу політичну та економічну ізоляцію» і пригрозив вивести США з 40-го саміту G8 під головуванням Росії.

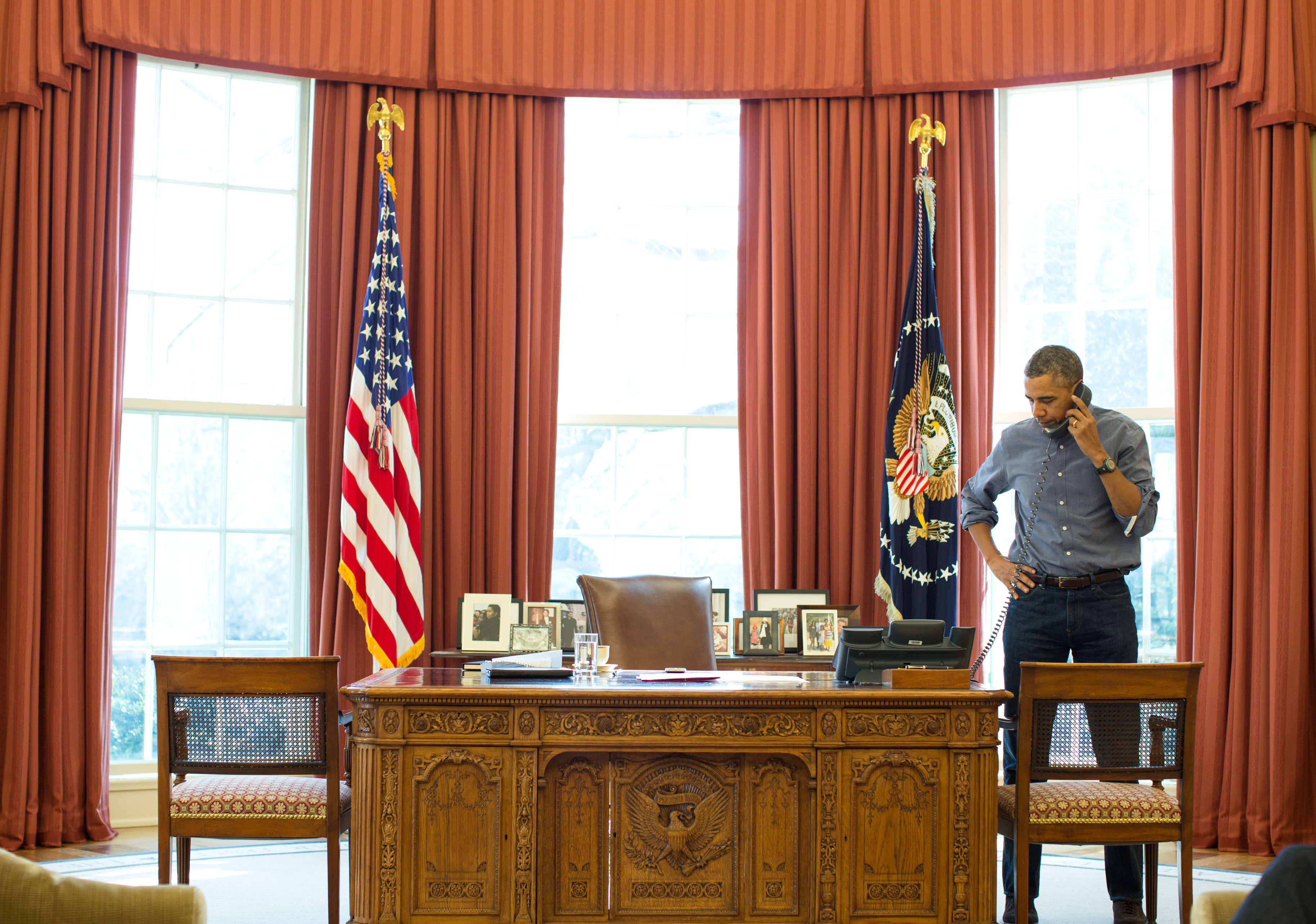
Барак Обама розмовляє по телефону з президентом Росії Володимиром Путіним про Україну, 1 березня 2014 року

Потім держсекретар Джон Керрі в інтерв'ю Face the Nation назвав і засудив вторгнення Росії в Україну 2 березня. Він назвав це «неймовірним актом агресії» і сказав, що «ви просто не поводитеся в 21 столітті, як у 19 столітті, вторгнувшись в іншу країну під цілком вигаданим приводом».
3 березня речниця Ради національної безпеки Кейтлін Хейден оголосила, що Сполучені Штати не відправлятимуть президентську делегацію на Зимові Паралімпійські ігри 2014 року в Сочі (яку мала очолити Теммі Дакворт), «на додаток до інших заходів, які ми вживаємо у відповідь до ситуації в Україні». Як і у випадку бойкоту Британії, це не вплине на участь країни в самих Іграх.
6 березня Обама підписав виконавчий наказ 13660 про блокування власности певних осіб, які сприяють ситуації в Україні, що санкціонує санкції проти осіб, які, за визначенням міністра фінансів за консультацією з держсекретарем, порушили або допомагали в порушення суверенітету України.
11 березня, знаходячись в окупації, Верховна Рада Криму та міськрада Севастополя ухвалили незакону спільну постанову, в якій висловили намір в односторонньому порядку проголосити незалежність Криму від України як єдиної об'єднаної нації з можливістю входження до складу Російської Федерації як суб'єкта федерації. На окупаційному «референдумі» 16 березня чиновники заявили, що майже 96 % тих, хто проголосував у Криму, підтримали «приєднання» до Росії. Представники окупаційної «виборчої комісії» заявили, що явка була рекордною, хоча, як повідомляється, багато кримських татар і противників референдуму бойкотували голосування. 17 березня Верховна Рада Криму «офіційно проголосила» незалежність від України та подала заявку на приєднання до Російської Федерації. 18 березня президент Путін анексував Крим «як частину Росії як на моральних, так і на матеріальних мотивах», посилаючись на принцип самовизначення та стратегічне значення Криму для Росії.
Верховна Рада України визнала референдум неконституційним. Сполучені Штати та Європейський Союз заявили, що вважають голосування незаконним, і попередили, що це може мати наслідки для голосування в Криму.
17 березня Обама підписав Указ № 13661 про блокування власности додаткових осіб, які сприяють ситуації в Україні, який розширив сферу дії попередніх санкцій, введених EO 13660, включивши заморожування активів деяких російських урядовців у США та блокуючи їх в'їзд до США.

## Положення
Згідно зі звітом дослідницької служби Конгресу, початкова версія законопроєкту Палати представників передбачала б надання Україні «зазначених коштів відповідно до Закону про консолідовані асигнування 2014 року та попередніх законів для Державного департаменту, іноземних операцій та пов'язаних програм для надання Україні гарантій по кредитам». У законопроєкті буде зазначено, що такі суми не будуть вважатися «допомогою» для цілей положень закону, що обмежують допомогу такій країні. Законопроєкт передбачає лише гарантії по кредитах, а не самі кредити.
Сенатори Боб Менендес і Боб Коркер пропонували внести зміни до законопроєкту, включивши в нього положення про санкції.

## Процедурна історія
H.R. 4152 був внесений до Палати представників Сполучених Штатів 5 березня 2014 року представником Гарольдом Роджерсом (R, KY-5). Його передали до Комітету Палати представників США з асигнувань і Комітету Палати представників Сполучених Штатів із закордонних справ. 6 березня 2014 року Палата представників проголосувала за поіменним голосуванням 114 за ухвалення законопроєкту 385–23.
25 березня 2014 року лідер більшости в Сенаті Гаррі Рід вказав, що Сенат Сполучених Штатів проголосує за цей законопроєкт 27 березня 2014 року, але лише після внесення поправок до нього, щоб включити в нього положення, які вводили б санкції проти будь-кого, кого президент вважає, що підірвав Україну. безпеки чи незалежности, чи причетність до корупції в Україні чи Росії". Сенат дотримується власного законопроєкту про допомогу Україні, Акту про підтримку суверенітету, цілісности, демократії та економічної стабільности України 2014 року (S. 2124; 113-й Конгрес), але цей законопроєкт включав зміни до Міжнародного валютного фонду. Республіканці дали зрозуміти, що не погодяться. Сенат проголосував за ухвалення законопроєкту голосовим голосуванням 27 березня 2014 року після внесення змін до нього. Президент США Барак Обама підписав закон 3 квітня 2014 року.

## Дебати й обговорення
Сенатор Рід висловився за законопроєкт, сказавши, що «народ України спостерігає… Настав час чітко послати Путіну повідомлення про те, що США засуджують анексію України».
Спікер Палати представників Джон Бонер сказав, що «найкраще», що може зробити Палата представників, — це «працювати з адміністрацією, зміцнюючи її руку, щоб впоратися з дуже складною ситуацією». Республіканці Палати представників Палати представників вважали цей пакет допомоги «рідкісною демонстрацією підтримки президента Барака Обами». Лідер більшости в палаті представників Ерік Кантор стверджував, що законопроєкт покаже, що Сполучені Штати були «проти цього вторгнення».